# Батрахії
Батрахії (Batrachia) — група земноводних, що включає сучасних хвостатих (Caudata) і безхвостих земноводних (Anura). Назва Batrachia вперше був використаний французьким зоологом П'єром Андре Латрейлем у 1800 році для позначення жаб, але нещодавно був визначений у філогенетичному сенсі, як вузол на основі таксонів, яка включає останнього загального предка жаб і саламандр і всі його нащадки.
Найдавнішими відомими батрахіями є Triadobatrachus і Czatkobatrachus з раннього тріасу (близько 250 мільйонів років тому).
| Жаба | Це незавершена стаття з герпетології. Ви можете допомогти проєкту, виправивши або дописавши її. |